# Homoliza
U kemiji, homoliza (grč. ὅμοιος, homoios, "jednak," i λύσις, lusis, "slabljenje, otpuštanje"), također homolitička fisija
je disocijacija kemijske veze u molekuli pri kojoj svaki atom zadržava po jedan elektron koji je gradio vezu. Kao rezultat homolize nastaju dva slobodna radikala. Energija koja se pri tome otpusti naziva se energija disocijacije veze (D0). Cijepanje veze moguće je i postupkom heterolize.
Zbog toga što je potrebna velika energija za cijepanje kemijskih veza na ovaj način, homoliza se događa samo pod određenim uvjetima:
- Ultraljubičasto zračenje
- Toplina
- Određene kemijske veze, poput O–O veze peroksida, dovoljno su slabe za spontanu homolizu uz otpuštanje male količine energije
- Visoke temperature uz odsutstvo kisika (piroliza) mogu uzrokovati homolizu ugljikovih spojeva[2]